# 川久保賜紀
川久保 賜紀（かわくぼ たまき、1979年〈昭和54年〉10月10日 - ）は、アメリカ合衆国カリフォルニア州ロサンゼルス生まれのヴァイオリニスト。レコードレーベルは、avex-CLASSICS。

## 略歴

### 幼少時代
ロサンゼルスに移住した歯科技工士の両親のもとに生まれ、4歳の頃からピアノを、5歳の時にヴァイオリンを始め、ロサンゼルスのコルボーン音楽院（英語: Colburn School）でロバート・リプセット（英語: Robert Lipsett）に師事。その後、ジュリアード音楽院に進み、ドロシー・ディレイ、川崎雅夫に師事。1991年（平成3年）公開の米映画「フォー・ザ・ボーイズ」にバイオリンを演奏し絶賛される少女「タマキ・カワクボ」役で出演。1994年（平成6年）、ジョン・ウィリアムズが指揮するボストン・ポップス・オーケストラとの共演で、カミーユ・サン＝サーンス作曲「序奏とロンド・カプリチオーソ」の演奏がアメリカでテレビ放映された。

### ドイツ留学と演奏活動
1995年（平成7年）、16歳の時リューベック音楽院（ドイツ語: Musikhochschule Lübeck）に留学しザハール・ブロンに師事。ブロンがケルン音楽大学に移るとともに同大学に移った。1997年（平成9年）、エイブリー・フィッシャー賞（英語: Avery Fisher Prize）を受賞、また、初来日公演として、東京国際フォーラムのこけら落とし公演でチョン・ミョンフン指揮アジア・フィルハーモニー管弦楽団（朝鮮語: 아시아 필하모닉 오케스트라）とチャイコフスキー作曲のヴァイオリン協奏曲を演奏した。

### 20代以降の活動
2001年（平成13年）、第6回パブロ・サラサーテ国際ヴァイオリン・コンクールで第1位、2002年（平成14年）、第12回チャイコフスキー国際コンクールで最高位を獲得した。
クリーヴランド管弦楽団、デトロイト交響楽団、サンフランシスコ交響楽団等アメリカの主要オーケストラと共演。日本においても演奏会ツアーを行い、2004年（平成16年）、出光音楽賞を受賞。チューリッヒ音楽院でブロンに師事。
2008年（平成20年）、チェリストの遠藤真理、ピアニストの三浦友理枝とトリオを結成。
2013年（平成25年）からは、ポスターで見たり先輩の樫本大進から参加した際の話を聞いていた霧島国際音楽祭にも毎年出演。参加した初年に、霧島国際音楽祭のキリシマ祝祭管弦楽団で演奏したのがリヒャルト・ワーグナー作曲「ワルキューレ第1幕」で、それまではオーケストラの一員として演奏したことが無かったため、楽譜をいくらめくっても永遠に終わらないことに驚くと同時に、どうやって練習するのかや取りかかり方も全く違い、これを普段オーケストラで演奏する皆の精神面も凄いと感じ、良い経験となる。キリシマ祝祭管弦楽団は、ぞれぞれ個性的な音がぶつかり溶けあい色々なスパイスが配合されている様な深みのある音が出ており、オーケストラの中で弾いていてゾクゾクする感覚を体験。2015年（平成27年）には、エリソ・ヴィルサラーゼとヴォルフガング・アマデウス・モーツァルト作曲「ピアノ四重奏曲第1番」を共演したが、音楽祭でじっくりと音楽を作ることができ、光栄な時間であったと印象深く残った。霧島国際音楽祭に参加する前は芋焼酎もあまり飲めなかったが好きになり、温泉好きなため温泉に好きなだけ入れて、かごしま黒豚をはじめ食事も美味しいく、美しい自然の中で過ごせることも霧島国際音楽祭での楽しみの一つとなったことに加え、皆と同じ場所で長い時間を過ごす機会はなかなか無いため、滞在期間中には音楽の深い話や普段話さないようなことも話せ、色々な音楽家と一緒に音楽を作ったり演奏を聴けるのも良い経験となっており、毎年集まり夏を楽しむことができることを魅力的に感じることとなった。
2016年（平成28年）、バンドネオン奏者の三浦一馬と結婚。

## 使用楽器
15歳から26歳まで1707年製のストラディバリウス「カテドラル」を、2009年（平成21年）10月時点で、1757年製のカルロ・フェルディナンド・ランドルフィ（英語: Carlo Ferdinando Landolfi）作のヴァイオリンを、2020年（令和2年）時点で1726年製のストラディバリウス「エクス・クライスラー」を使用している。

## ディスコグラフィー
- チャイコフスキー＆メンデルスゾーン: ヴァイオリン協奏曲（2004年9月）- 下野竜也指揮、新日本フィルハーモニー交響楽団
- リサイタル（2007年5月）
- RAVEL（川久保賜紀、遠藤真理、三浦友理枝トリオ）（2008年3月）
- ヴィヴァルディ: 四季（2009年11月） - 紀尾井シンフォニエッタ東京

## 映画出演
- フォー・ザ・ボーイズ（米公開1991年11月22日、日本公開1992年3月28日、20世紀フォックス）

## メディア出演
- きらクラ!（2012年10月28日･2013年3月10日、NHK-FM）